# 奥兹奈
奥兹奈（法語：Ozenay，法語發音：[oznɛ]）是法国索恩-卢瓦尔省的一个市镇，属于马孔区。

## 地理
奥兹奈（46°32'31"N, 4°50'29"E）面积13.31 平方千米，位于法国勃艮第-弗朗什-孔泰大區索恩-卢瓦尔省，该省份为法国中部省份，北起顺时针与科多尔省、汝拉省、安省、罗讷省、卢瓦尔省、阿列省和涅夫勒省接壤。
与奥兹奈接壤的市镇（或旧市镇、城区）包括：芒塞、沙尔多奈、马尔塔伊莱布朗雄、普洛特、图尔尼。

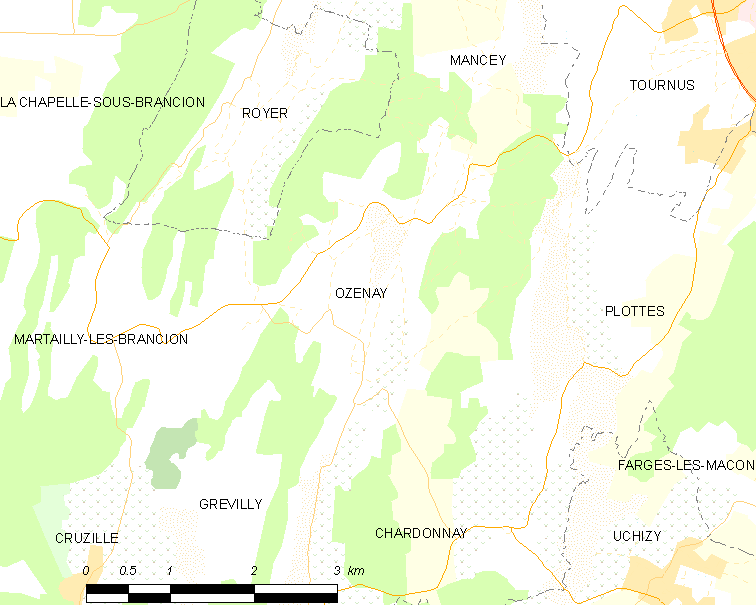
奥兹奈的OSM定位图

奥兹奈的时区为UTC+01:00、UTC+02:00（夏令时）。

## 行政
奥兹奈的邮政编码为71700，INSEE市镇编码为71338。

## 政治
奥兹奈所属的省级选区为图尔尼县。

## 人口

1962-2008年间奥兹奈人口变化图示

奥兹奈于2022年1月1日时的人口数量为231人。